# Булахтин, Максим Анатольевич
Макси́м Анато́льевич Була́хтин (род. 24 июня 1971, Воркута, Коми АССР) — российский историк-славист, специалист в области новейшей истории Польши и международных отношений. Доктор исторических наук (2010), профессор Пермского университета.

## Биография
В 1993 году окончил исторический факультет Пермского университета, одногруппник политолога Д. Г. Красильникова. В 1993—1996 годах учился в аспирантуре исторического факультета МГУ им. М. В. Ломоносова (кафедра истории южных и западных славян). 18 марта 1997 года защитил кандидатскую диссертацию «Парламентская демократия в Польше в 1919—1926 гг.: становление, функционирование, кризис» (официальные оппоненты И. В. Михутина и Н. Ю. Жуковская).
В 1996—1999 годах — ассистент, в 1999—2004 годах — старший преподаватель, в 2004—2006 годах — доцент кафедры истории Древнего мира и Средних веков, в 2006—2011 годах — доцент кафедры новой и новейшей истории, в 2007—2011 годах — доцент кафедры государственного и муниципального управления. Доктор исторических наук с 2010 года, диссертация «Идеология и политическая практика партии „краковских консерваторов“ в 1907—1914 гг.» (официальные оппоненты О. И. Величко, А. И. Миллер, С. М. Фалькович). С 2011 года — профессор кафедры всеобщей истории (истории и археологии) и кафедры государственного и муниципального управления ПГНИУ, читает курсы «История южных и западных славян», «История международных отношений», «Геополитика», спецкурс «Теория переговоров».
Член диссертационного совета ДМ. 212. 296.04. Входил в состав редколлегии научного журнала «Ars Administrandi (Искусство управления)».
Автор около 50 научных публикаций.

## Научная деятельность
М. А. Булахтиным разрабатывается проблематика польского консерватизма в новое и новейшее время, исследуются социокультурные аспекты современных международных отношений. В сфере исследовательских интересов учёного — В. Л. Яворский как человек и политик. Совместно с исследователями МГУи Института славяноведения РАН участвует в подготовке академического издания «Политическая история Польши в XX веке».

## Основные работы
Книги
- Между политикой и моралью: краковские консерваторы в начале XX в. — Пермь, 2006. — 302 с.

Статьи
- Польская модель парламентской демократии образца 1921 года в критике краковских консерваторов // Вестник Пермского университета. Серия: История. — 2001;
- Konflikt konserwatystów krakowskich z łacińskim Episkopatem Galicji w sprawie reformy wyborczej do Sejmu Krajowego w 1913 roku // Miscellanea. Studia Iuridica. — Warszawa, 2006. — T. 45. — S. 31—41;
- Konserwatyści polscy a reforma ustawodawstwa wyborczego Galicji na początku XX wieku // Zeszyty prawnicze 7.1. Uniwersytet Kardynała Stefana Wyszyńskiego. Wydział Prawa i Administracji. — Warszawa, 2007. — S. 101—112;
- Краковские консерваторы и украинский политический лагерь в Галиции в начале XX в. // Вестник Московского университета. Сер. История. — 2007. — Вып. 2. — С. 68—79;
- Краковские консерваторы и демократические вызовы в начале XX века // Вопросы истории. — 2007. — № 8. — С. 145—150;
- Краковские консерваторы и польские демократы в начале XX века: от конкуренции к партнерству // Вестник Пермского университета. Серия: История. — 2007;
- Русофилы и краковские консерваторы в условиях политической борьбы в Галиции на рубеже XIX—XX веков // Вестник Российского государственного университета им. И. Канта. Сер. Гуманитарные науки. — 2007. — Вып. 12. — С. 47—53;
- «С русинами мы можем жить в согласии» // Родина. — 2008. — № 4. — С. 81—82;
- К вопросу о взаимоотношениях политических партий в Галиции в начале XX века // Славяноведение. — 2008. — № 4. — С. 18—26;
- Краковские консерваторы и межнациональные отношения в Галиции в начале XX в. // Вестник Московского университета. Сер. История. — 2008. — № 5. — С. 58—64;
- Польское дворянство в оценке «Краковского консерватора» В. Л. Яворского // Вестник Пермского университета. Серия: История. — 2008;
- Семья, воспитание и политика: из педагогического опыта польского консерватора В. Л. Яворского // Преподавание истории в школе: спец. выпуск. — 2008. — № 2. — С. 7—10;
- Принципы и компромиссы: эволюция взаимоотношений «краковских консерваторов» и польских социалистов в Австро-Венгрии в начале XX века // Вестник Челябинского государственного университета. Сер. История. — 2008. — Вып. 27. — № 34. — С. 84—89;
- Краковские консерваторы и польский епископат Галиции: кризис взаимоотношений в начале XX в. // Известия Уральского государственного университета. Сер. 2: Гуманитарные науки. 2008. — Вып. 16. — № 59. — С. 92—103;
- Политическая модернизация и польская элита в Галиции начала XX в.: урок для России? // Власть. — 2011. — № 9. — С. 150—154;
- Очерк II. Канун великой войны. Россия и польский вопрос // Польша в XX веке. Очерки политической истории. — М., 2012. — С. 44—68;
- Внешняя политика США в зеркале общественного мнения Польши 2000-х гг. // Ars Administrandi (Искусство управления). — 2012. — № 2. — С. 73—80;
- Борьба партии «Право и справедливость» за новую модель польской республики // Ars Administrandi (Искусство управления). — 2013. — № 4. — С. 65—74;
- Польский консерватор Михал Бобжиньский. Портрет на фоне эпохи // Историки-слависты МГУ. Книга 10. Славянский мир профессора Матвеева. — М., 2013. — С. 171—188;
- Роль партии «краковских консерваторов» в организации и функционировании польского легиона австрийской армии в годы Первой мировой войны // Первая мировая война и национальный вопрос. — Пермь, 2014. — С. 5—11;
- Партия «Право и справедливость» о проблемах развития современного польского государства // Ars Administrandi (Искусство управления). — 2014. — № 4;
- Польско-украинские противоречия в Галиции в годы Первой мировой войны // Славянский альманах. — М., 2015. — № 3-4. — С. 138—156.
- Литовско-белорусские земли в политических планах польской элиты в годы Первой мировой войны // Вестник Пермского университета. Серия: История. — 2016. — Вып. 1 (32). — С. 103—112.
- Польско-украинский спор о принадлежности Холмщины на заключительном этапе Первой мировой войны (из переписки польского епископата с Ватиканом) // Вестник Пермского университета. Серия: История. — 2016. — Вып. 3 (34). — C. 129—137.
- История Украины и украинский вопрос в начале XX века в трактовке польского политика Станислава Гломбиньского // Вестник Пермского университета. Серия: История. — 2017. — № 3 (38). — С. 72—81.
- «Похищение душ»: процессы украинизации польского населения в Восточной Галиции в эпоху II Речи Посполитой // Вестник Пермского университета. Серия: История. — 2018. — № 3 (42). — С. 31—41.
- Традиционные ценности в публицистике польских правых // Вестник Удмуртского университета. Социология. Политология. Международные отношения. — 2018. — Т. 2. — Вып. 3. — С. 363—373.
- «Возвращение украденных латинских душ»: политика полонизации православия в межвоенной Польше // Государство, религия, церковь в России и за рубежом. — 2019. — № 4. — С. 261—284.
- Политика исторической памяти в современной Польше // Вестник Удмуртского университета. Социология. Политология. Международные отношения. — 2019. — Т. 3. — № 4. — С. 449—458.
- Польский стиль переговоров // Вестник Прикамского социального института. — 2019. — № 2 (83). — С. 86—93.
- Культурные детерминанты немецкого стиля переговоров // Вестник Прикамского социального института. — 2020. — № 1. — С. 144—152.
- «Ляхи — за Сан!»: Польско-украинская война 1918—1919 годов в свидетельствах польских очевидцев // Вестник Пермского университета. Серия: История. — 2020. — № 1 (48). — С. 74—85;
- Переговоры «с китайской спецификой» // Вестник Удмуртского университета. Социология. Политология. Международные отношения. — 2024. — Т. 8. Вып. 2. — С. 174—196.